# Sent Martin de Fraissenjas
Sent Martin de Fraissenjas (en francès Saint-Martin-de-Fressengeas) és un municipi francès situat al departament de la Dordonya i a la regió de la Nova Aquitània.

## Demografia
| 1962                                       | 1968 | 1975 | 1982 | 1990 | 1999 | 2007 |
| ------------------------------------------ | ---- | ---- | ---- | ---- | ---- | ---- |
| 475                                        | 428  | 394  | 390  | 394  | 375  | 380  |
| Des de 1962: població sense dobles comptes |      |      |      |      |      |      |

## Administració
| Període   | Identitat           | Partit |
| --------- | ------------------- | ------ |
| 1977-1995 | Lucien Michaud      |        |
| 1995-     | Jean-Robert Fargeot |        |